# 大田部荒耳
大田部 荒耳（おおたべ の あらみみ、生没年不詳）は、奈良時代の防人。

## 経歴・人物
下野国の人物。火長。天平勝宝7歳（755年）2月、防人として筑紫に派遣された際詠んだ歌が『万葉集』に1首入集。

## 歌
- 天地の 神を祈りて 幸矢貫き 筑紫の島を 指して行く我は[2]